# Priosjornoje (Kaliningrad, Nesterow)
Priosjornoje (russisch Приозёрное, deutsch Groß Kallweitschen, 1938–1945: Kornberg) ist ein verlassener Ort im Rajon Nesterow der russischen Oblast Kaliningrad.
Die Ortsstelle befindet sich einen Kilometer vom Ufer des Wystiter Sees entfernt drei Kilometer südöstlich von Jagodnoje (Bredauen) unweit der Regionalstraße 27A-059 (ex R510). Beim Ortsteil Klein Kallweitschen gab es vor 1945 einen Grenzübergang zur litauischen Stadt Vištytis. Zu Sowjetzeiten gab es dort eine Durchgangsstraße, heute ist die Grenze geschlossen.

## Geschichte
Kallweitschen, auch Missischken oder Miczischken genannt, war um 1780 ein meliertes Dorf. Um 1870 bestand die Landgemeinde Kallweitschen aus den beiden Ortsteilen Grosskallweitschen und Kleinkallweitschen (54° 27′ 8″ N, 22° 42′ 4″ O). 1874 wurde sie namensgebend für einen neu gebildeten Amtsbezirk im Kreis Goldap. Seit etwa 1880 hieß die gesamte Landgemeinde Groß Kallweitschen. Es gab dort einen jüdischen Bevölkerungsanteil von etwa zehn Prozent (1905: 31 Personen). 1938 wurde die Gemeinde in Kornberg umbenannt. Der Ortsteil Klein Kallweitschen hieß nun Kleinkornberg.
Im Oktober 1944 wurde der Ort von der Roten Armee besetzt. Die neue Polnische Provisorische Regierung ging zunächst davon aus, dass er mit dem gesamten Kreis Goldap unter ihre Verwaltung fallen würde. Im Potsdamer Abkommen (Artikel VI) von August 1945 wurde die neue sowjetisch-polnische Grenze aber unabhängig von den alten Kreisgrenzen anvisiert, wodurch der Ort unter sowjetische Verwaltung kam. Im November 1947 erhielt der Ort die russische Bezeichnung Priosjornoje und wurde gleichzeitig dem Kalininski selski Sowet im Rajon Nesterow zugeordnet. Die polnische Umbenennung des Ortes in Mściszki Wielkie im Oktober 1948 wurde nicht mehr wirksam. Priosjornoje wurde vor 1975 aus dem Ortsregister gestrichen.
Das ehemalige Klein Kallweitschen wurde auf einer Karte aus den 1980er Jahren mit Maloje Belosjornoje bezeichnet und gehört heute laut Open Street Map zu Jagodnoje.

### Einwohnerentwicklung
| Jahr | Einwohner | Bemerkungen                                                |
| ---- | --------- | ---------------------------------------------------------- |
| 1867 | 297       |                                                            |
| 1871 | 315       | Davon in Großkallweitschen 287, in Kleinkallweitschen 28   |
| 1885 | 281       | Davon in Groß Kallweitschen 252, in Klein Kallweitschen 29 |
| 1905 | 316       | Davon in Klein Kallweitschen 31                            |
| 1910 | 281       |                                                            |
| 1933 | 273       |                                                            |
| 1939 | 230       |                                                            |

### Amtsbezirk Kallweitschen (Kornberg) 1874–1945
Der Amtsbezirk Kallweitschen wurde 1874 im Kreis Goldap eingerichtet. Er bestand zunächst aus sieben Landgemeinden (LG) und dem Gutsbezirk (GB) Wystiter See.
| Name                          | Änderungsname von 1938 | Russischer Name nach 1945 | Bemerkungen                                  |
| ----------------------------- | ---------------------- | ------------------------- | -------------------------------------------- |
| Abscherningken (LG)           | Ebershagen             |                           |                                              |
| (Groß) Kallweitschen (LG)     | Kornberg               | Priosjornoje              |                                              |
| Kraginnen (LG)                | Kraghof                |                           |                                              |
| Kuiken [Ksp Szittkehmen] (LG) | Albrechtsrode          |                           |                                              |
| Matzutkehmen (LG)             | Wellenhausen           |                           |                                              |
| Ribbenischken (LG)            | Ribbenau               | Uwarowo                   |                                              |
| Wystiter See (GB)             |                        |                           | 1908 zum GB Bredauen, 1928 zur LG Wyszupönen |
| Wyszupönen (LG)               | Kaltensee              | Rybino                    | 1936 bis 1938: Wyschupönen                   |

1935 wurden die Landgemeinden in Gemeinden umbenannt. 1939 wurde der Amtsbezirk in Kornberg umbenannt. Im Oktober 1944 umfasste der Amtsbezirk Kornberg die sieben Gemeinden Albrechtsrode, Ebershagen, Kaltensee, Kornberg, Kraghof, Ribbenau und Wellenhausen.

## Kirche
Groß Kallweitschen/Kornberg gehörte zum evangelischen Kirchspiel Szittkehmen.